# Westhoek (Friesland)
Westhoek (Bildts en Fries: De Westhoek) is een dorp, of buurtschap in de gemeente Waadhoeke, in de Nederlandse provincie Friesland. De plaats ligt tussen de Waddenzee en Sint Jacobiparochie als een lang lint aan de Oudebildtdijk. Aan de noordkant van de dijk staan vooral dijkhuisjes en aan de zuidkant boerderijen. In 2023 telde het dorp 255 inwoners.

## Geografie
Westhoek vormt samen met de buurtschap Oosthoek een eenheid. Alleen Westhoek kreeg in 1988 de dorpsstatus. De plaatsen hebben een gezamenlijke dorp-/streekbelangenvereniging. Westhoek wordt ondanks de dorpsstatus door het Kadaster als buurtschap aangeduid.

## Geschiedenis

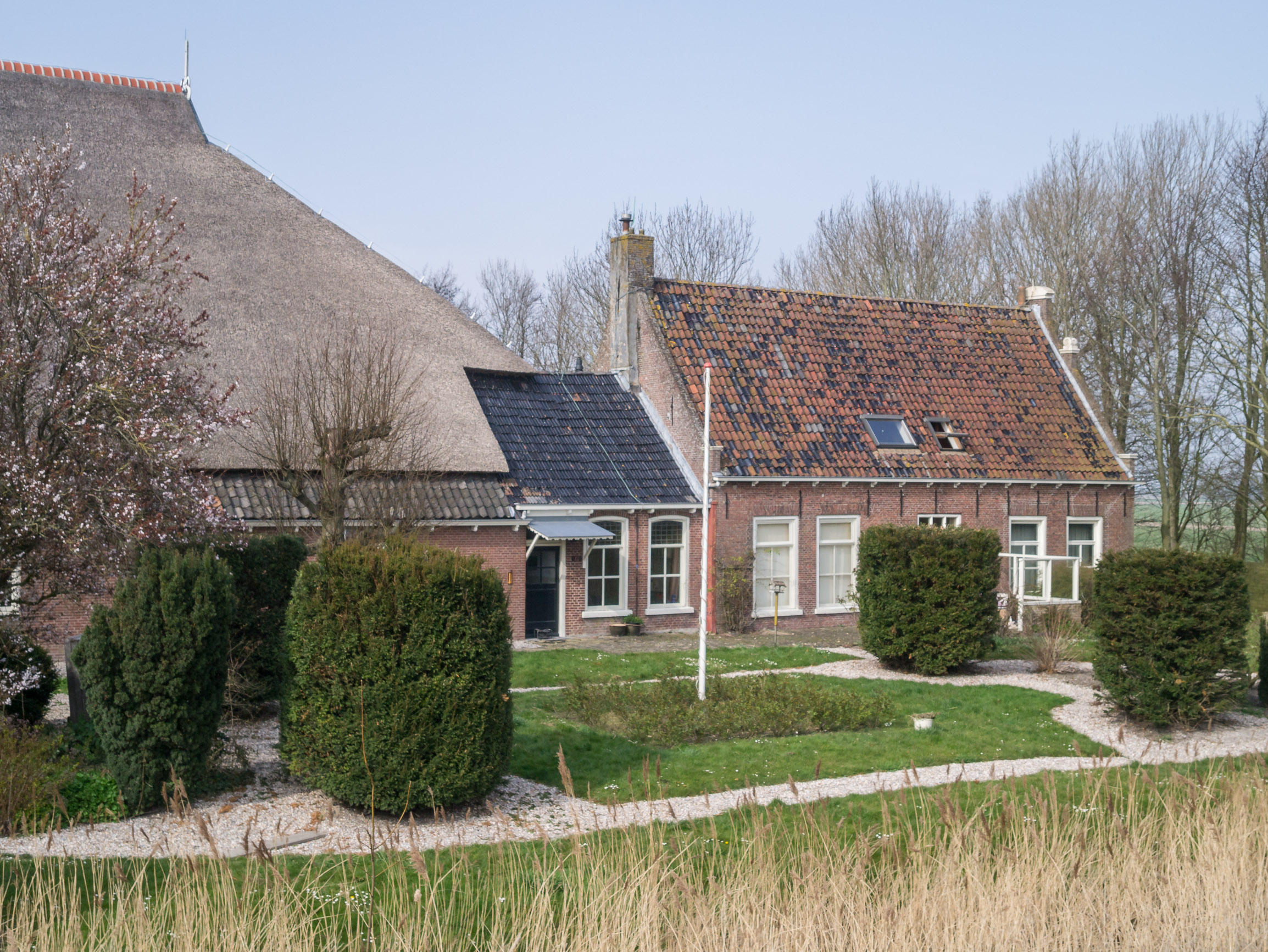
Boerderij en huis in Westhoek

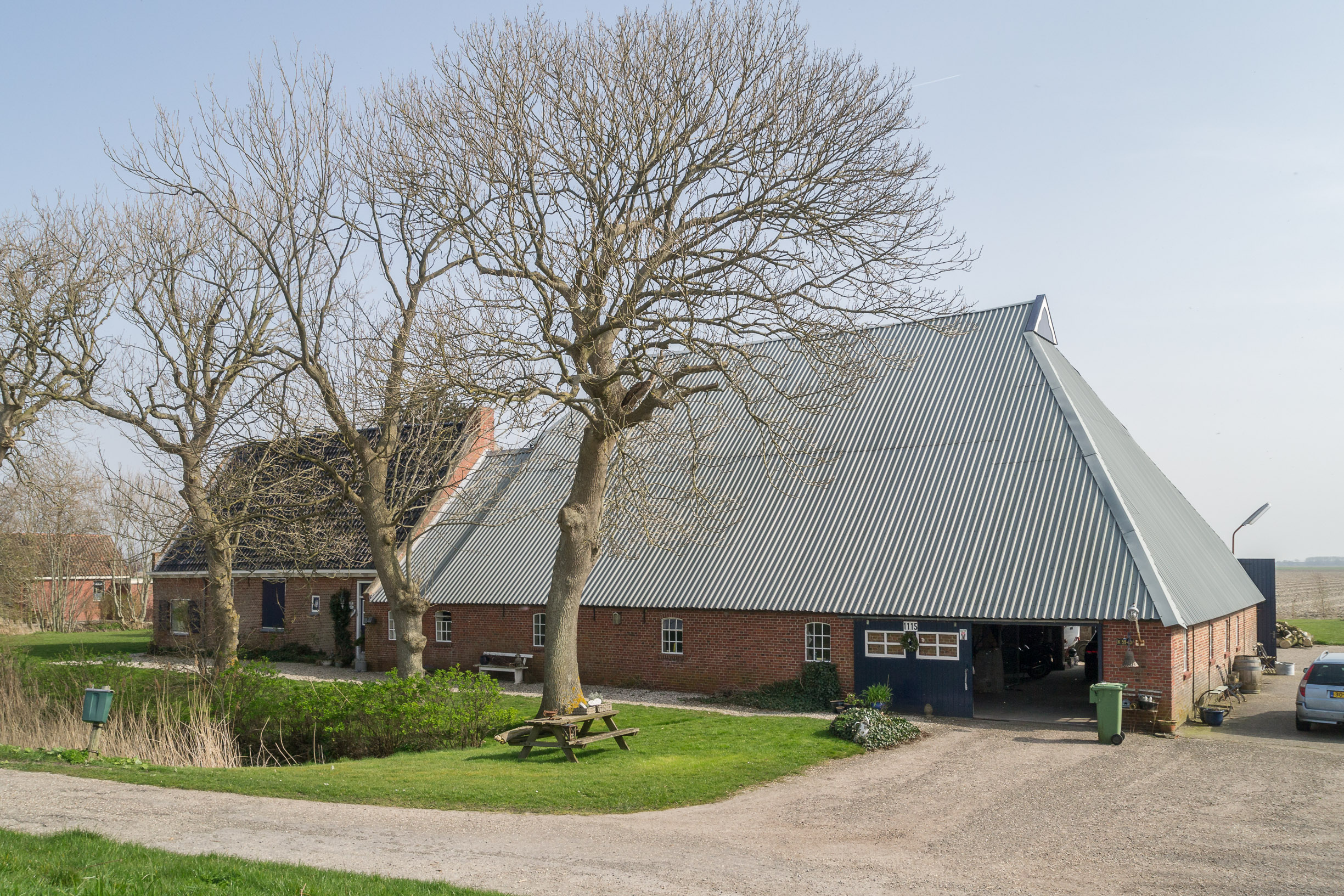
Boerderij en huis in Westhoek

Het dorp was een tijdlang een buurtschap van Sint Jacobiparochie. De buurtschap is samen met Oosthoek ontstaan langs Oudebildtdijk. Aan de westelijke kant kwam er maar mondjesmaat bewoning. In 1625 schreef Dirck Jansz over het "Westendt van ’t Belt". In de 19e eeuw is er sprake van twee buurtschappen, Oosthoek en Westhoek.
Zowel Westhoek als Oosthoek dreigden rond 1960 te verdwijnen vanwege het feit dat de huisjes in slechte staat waren. Dit was de reden voor het oprichten van de streekbelangenvereniging. Ook werd er reclame gemaakt voor de goedkope huizen. 
Tot 2018 behoorde het dorp tot de gemeente het Bildt.

## Onderwijs
De plaats had lang een eigen basisschool. Eind jaren 80 van de twintigste eeuw dreigde sluiting, maar mede dankzij de dorpsstatus kon de school worden behouden. In 2006 moest de school alsnog sluiten wegens te weinig leerlingen.

## Sport
Uit de vereniging Kooitjetipelvereniging van Oosthoek is de Kaatsclub Oost- en Westhoek ontstaan. 

## Voorzieningen en cultuur
Het dorp heeft maar weinig voorzieningen; er is één café. Voor het dorpshuis zijn de bewoners aangewezen op het buurthuis De Spitsroeden in Oosthoek.